# Regió de Shinyanga
Shinyanga és una de les trenta regions administratives en les quals està dividida la República Unida de Tanzània. La seva principal població és la ciutat de Shinyanga.

## Districtes
Aquesta regió es troba subdividida internament en vuit districtes:
- Bariadi
- Bukombe
- Kahama
- Kishapu
- Maswa
- Meatu
- Shinyanga urbà
- Shinyanga rural

## Territori i població
La regió de Shinyanga té una extensió de territori que abasta una superfície de 50.781 quilòmetres quadrats. A més aquesta regió administrativa té una població de 2.805.580 persones. La densitat poblacional és de 55 habitants per cada quilòmetre quadrat de la regió.